# Alushta
Alushta (em ucraniano e russo: Алу́шта; em crimeano: Aluşta; em grego: Alouston) é uma cidade de significância regional na costa sul da República Autônoma da Crimeia, uma região ucraniana ocupada pela Rússia desde 2014. Serve como centro administrativo do Município de Alushta, uma das regiões da Crimeia. Fundada no século VI por Justiniano, a cidade é hoje uma cidade resort. A cidade se situa na costa do Mar Negro na estrada entre Gurzuf e Sudak, e na linha do Trólebus Crimeano. Segundo a estimativa de 2013, a cidade tem 28,418 habitantes.
A área é notável por seu terreno rochoso devido a sua proximidade das Montanhas da Crimeia. Há também vestígios de uma torre de defesa bizantina e uma fortaleza da República de Gênova, da qual deriva o nome da cidade. A cidade se chamava Aluston (Αλουστον) no Império Bizantino, e Lusta sob controle de Gênova. Adam Mickiewicz dedicou dois de seus Sonetos Crimeanos à Alushta.
Em 1910, 544 judeus moravam em Alushta, compondo cerca de 13% da população. Em 1939, eles compunham 2.3% da população, com 251 indivíduos. Em 4 de novembro de 1941, os Alemães ocuparam a cidade e em 24 de novembro do mesmo ano, uma unidade de sonderkommando 10b mataram 30 judeus, junto com comunistas e guerrilheiros. No começo de dezembro de 1941, cerca de 250 judeus foram mortos por sonderkommando 11b no parque do sanatório sindical n. 7, hoje centro infantil.

## Relações internacionais

### Cidades irmãs
Alushta é cidade irmã de:
- Santa Cruz, Estados Unidos
- Dzierżoniów, Polônia
- Äänekoski, Finlândia
- Jūrmala, Letônia[2]